# File sharing
File sharing (in italiano condivisione di file) indica l'attività informatica della condivisione di file all'interno di una rete di calcolatori.

## Storia

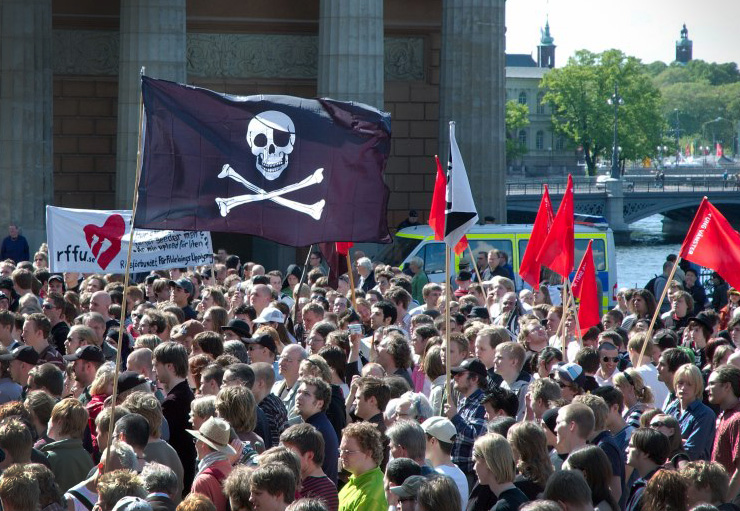
Dimostrazione a Stoccolma (2006) a favore del file sharing e della pirateria informatica

I primi file furono scambiati su supporti rimovibili. I computer erano in grado di accedere a file remoti usando il sistema di montaggio del file system, i sistemi di bacheca elettronica (1978), Usenet (1979) e i server FTP (1985). Internet Relay Chat (1988) e Hotline (1997) hanno permesso agli utenti di comunicare da remoto tramite chat e di scambiare file. La codifica mp3, che è stata standardizzata nel 1991 e che ha sostanzialmente ridotto le dimensioni dei file audio, è cresciuta fino a diffondersi alla fine degli anni novanta. Nel 1998 sono stati creati MP3.com e Audiogalaxy. Il Digital Millennium Copyright Act è stato approvato all'unanimità e sono stati lanciati i primi dispositivi per lettori mp3.
Nel giugno 1999 è nato Napster negli Stati Uniti per opera dell'appena diciannovenne Shawn Fanning, studente alla Northeastern University di Boston, con l'aiuto dell'amico Sean Parker. In genere viene accreditato come il primo sistema di condivisione di file peer-to-peer. Gnutella, eDonkey2000 e Freenet sono stati rilasciati nel 2000, poiché MP3.com e Napster si trovavano di fronte a un contenzioso. Gnutella, uscito a marzo, è stata la prima rete di condivisione file decentralizzata. Nella rete gnutella, tutti i software di connessione erano considerati uguali e quindi la rete non aveva un punto centrale di errore. A luglio, è stato rilasciato Freenet che divenne la prima rete di anonimato. A settembre è stato rilasciato il software client e server eDonkey2000.
Nel 2001 sono stati rilasciati Kazaa e Poisoned per il Mac. La sua rete FastTrack è stata distribuita, ma a differenza di gnutella, ha aggiunto più traffico ai "supernodi" per aumentare l'efficienza del routing. La rete era proprietaria e crittografata e il team di Kazaa ha compiuto notevoli sforzi per impedire ad altri client come Morpheus di uscire dalla rete FastTrack. Nel luglio 2001, Napster è stato citato in giudizio da diverse case discografiche.
Poco dopo la sua perdita in tribunale, Napster fu chiuso per ordine del tribunale. Questo ha spinto gli utenti ad altre applicazioni P2P: la condivisione di file ha continuato la sua crescita. Il client Audiogalaxy Satellite è cresciuto in popolarità e sono stati rilasciati il client LimeWire e il protocollo BitTorrent. Fino al suo declino nel 2004, Kazaa era il programma di file sharing più popolare. Nel 2002, una sentenza del tribunale distrettuale di Tokyo chiuse File Rogue, e la Recording Industry Association of America (RIAA) intentò una causa che bloccò l'Audiogalaxy.
Dal 2002 al 2003 sono stati istituiti numerosi servizi BitTorrent, tra cui Suprnova.org, isoHunt, TorrentSpy e The Pirate Bay. Nel 2002, la RIAA ha intentato causa contro gli utenti di Kazaa. A seguito di tali azioni legali, molte università hanno aggiunto regolamenti di condivisione dei file nei loro codici amministrativi scolastici (sebbene alcuni studenti siano riusciti a eluderli durante le ore scolastiche). Con la chiusura di eDonkey nel 2005, eMule è diventato il cliente dominante della rete eDonkey. Nel 2006, i raid della polizia hanno chiuso il server Razorback2 ed eDonkey e hanno temporaneamente chiuso The Pirate Bay.
Nel 2009 è stato lanciato "Il File Sharing Act": questo atto proibiva l'uso di applicazioni che permettevano alle persone di condividere informazioni federali l'una con l'altra. Sempre nel 2009, il processo Pirate Bay si è concluso con un verdetto di colpevolezza per i fondatori principali del tracker. La decisione è stata impugnata, portando a un secondo verdetto di colpevolezza nel novembre 2010. Nell'ottobre 2010, Limewire è stato costretto a chiudere in seguito ad un'ingiunzione del tribunale ma la rete gnutella rimane attiva attraverso clienti open source come Frostwire e gtk-gnutella. Inoltre, software di condivisione di file multiprotocollo come MLDonkey e Shareaza sono stati adattati per supportare tutti i principali protocolli di condivisione file, così gli utenti non hanno più dovuto installare e configurare più programmi di condivisione file.
Il 19 gennaio 2012, il Dipartimento di Giustizia degli Stati Uniti ha chiuso il popolare dominio di Megaupload (istituito nel 2005). Il sito di condivisione di file ha affermato di avere oltre 50.000.000 di persone al giorno. Kim Dotcom (ex Kim Schmitz) è stato arrestato con tre soci in Nuova Zelanda il 20 gennaio 2012 ed è in attesa di estradizione. Il caso che ha coinvolto la caduta del sito di condivisione di file più grande e popolare al mondo non è stato accolto favorevolmente: un gruppo di hacker Anonymous ha abbattuto diversi siti associati al sistema di rimozione. Nei giorni seguenti, altri siti di condivisione file iniziarono a cessare i servizi; Filesonic ha bloccato i download pubblici il 22 gennaio, con Fileserve che seguiva l'incarico il 23 gennaio.

## Descrizione

### Architetture e protocolli di rete
Allo scopo possono essere utilizzate varie architettura di rete, le principali sono quelle di tipo client-server o peer-to-peer, le seconde sono quelle maggiormente diffuse ed utilizzate.
Queste reti possono permettere di ricercare un file in particolare per mezzo di un URI (Universal Resource Identifier), di individuare più copie dello stesso file nella rete per mezzo di impronte (hash), di eseguire lo scaricamento da più fonti contemporaneamente, di riprendere lo scaricamento del file dopo un'interruzione. Non vanno confuse con reti che costituiscono un filesystem distribuito, come Freenet.

### Programmi
Sono disponibili diversi programmi di file sharing su reti differenti. La disponibilità dipende parzialmente dal sistema operativo, da differenti reti di comunicazioni aventi differenti caratteristiche (per esempio download a sorgente multipla, differenti tipi di ordinamento, differenti limiti nella ricerca, eccetera).

### Dinamica
Questi programmi di condivisione file possono portare sia vantaggi che svantaggi alla Privacy / Anonimato attraverso una centralizzazione o una decentralizzazione della rete su cui si basano. Com'è naturale, data la natura stessa di una rete di condivisione, non si è esenti da minacce malware et similia, seppur differenti a seconda dell'OS e della rete. Indipendentemente dal sistema in uso, il Firewall è uno strumento indispensabile per una navigazione privata, ma non priva di falle.
Se un navigatore di Internet crede di avere un guadagno grazie all'accumulo di file, cercherà di collegarsi con altri per condividere sempre più file. Questo può causare dei problemi quando il nodo collettore non è in grado di sostenere il traffico di dati. La decentralizzazione è un sistema per mitigare questo problema, specialmente nel caso in cui sia possibile assicurare che copie multiple di una canzone o di un programma popolare siano disponibili da risorse multiple (persino simultaneamente, mediante downloads multi source). Concetti come accaparramento (in inglese hoarding) sono emersi quando ci si è resi conto che non si riusciva a distribuire in rete ciò che si aveva caricato sul proprio computer. I sistemi Barter e ratio ridussero l'impatto dell'accaparramento. Grazie a questi sistemi le persone avrebbero condiviso solo ciò che loro si aspettavano di ottenere.
Nel sistema operativo Windows è possibile la creazione di directory personali, invisibili ai computer collegati in rete, semplicemente dandogli un nome che termina col simbolo $. Software di scansione di rete o sistemi operativi differenti come Linux sono in grado di reperire queste risorse collegandosi a nodi remoti. Windows, con il tasto destro del mouse, dal menu Proprietà/Condivisione, permette di rendere disponibile una cartella in lettura (o anche in modifica) ad un network di contatti, oppure a qualunque utente in rete.
Le reti decentralizzate, come Emule ed Edonkey, avevano due aspetti che hanno favorito la loro diffusione:
- l'assenza di un server centrale nel quale erano presenti i file scaricati. In presenza di contenuti protetti da diritto d'autore, il sito poteva essere oscurato e la rete divenire inoperativa;
- il fatto che la velocità del download cresce con il numero degli utenti connessi. Si tratta della differenza sostanziale fra una rete centralizzata e una distribuita.

Una rete centralizzata possiede una capacità finita che prima o dopo viene saturata, generando code e attese.
Rispetto a venti anni fa, le dimensioni dei file da scaricare sono sempre dell'ordine di alcuni megabyte, almeno per testi e musica MP3, cui si sono aggiunti i film. È invece sceso drasticamente il costo del gigabyte: abbiamo molta più banda e molta più memoria, a costi più bassi. Da queste considerazioni è facile calcolare che:
- un server è capace di connettere molti più utenti, senza generare code;
- in presenza di code, le reti sono più scalabili. Grazie al basso costo delle memorie e a collegamenti veloci fra server, i server possono essere ridondati, lasciando terabyte di memoria inutilizzati per gestire le situazioni di maggiore traffico. In presenza di code, il server principale crea in tempi brevi molti mirror dello stesso file occupando le aree di server secondari, cui può connettersi parte degli utenti in coda.

I PC hanno una potenza di calcolo sufficiente a configurarli come server, in commercio sono reperibili memoria di terabyte a poche centinaia di euro, e una connessione da 20 a 100 megabit. Sono tutte premesse per una moltiplicazione dei server disponibili. Negli ultimi tempi, stanno diffondendosi nuovamente i download di contenuti tramite reti centralizzate Internet Relay Chat, grazie a XDCC, un'estensione del protocollo DCC che permette lo scambio di file. Più utenti si collegano a un server centrale, attivando tanti download indipendenti.

### Modelli più recenti
Napster è un servizio centralizzato, ed è stato uno dei primi e più popolari programmi di file sharing di massa. Napster consentiva la condivisione, gratuita, unicamente di file MP3. Tale condivisione fu successivamente abolita a causa degli attacchi legali condotti dalla RIAA e dalle major discografiche. Negli USA fu apertamente attaccato da alcuni artisti (particolarmente dal rapper Dr. Dre e dai membri della rock band Metallica) ma appoggiato da altri (Limp Bizkit, Courtney Love, Dave Matthews). Napster consentiva la ricerca di file MP3 condivisi da altri utenti collegati al sistema. Comprendeva un sistema tipo chat IRC e un sistema di messaggistica istantanea. I programmi successivi hanno seguito il suo esempio.
Successivamente apparve Gnutella, una rete decentralizzata. Questo servizio era completamente open-source e permetteva agli utenti ricerche verso qualsiasi tipo di file, non solo MP3. Questo servizio fu creato per evitare gli stessi rischi legali corsi da Napster. L'aspetto fondamentale che ha decretato il successo di questi programmi di condivisione, e che sta dietro la decentralizzazione, è dovuto al fatto che se anche una persona interrompe il collegamento non causa l'interruzione di tutti gli altri. Gnutella ha fatto tesoro delle difficoltà iniziali e grazie a questo il suo uso si è incrementato in modo esponenziale.
Con Napster e Gnutella si scontrano due modi diversi di condividere i file in rete. Gnutella è un servizio a protocollo aperto, decentralizzato e libero senza specifiche direttive, ma con una difficile scalabilità. Napster, è un servizio a protocollo centralizzato nonostante la sua velocità e i grossi investimenti, non è stato comunque in grado di convincere l'industria discografica della sua importanza. Molti sistemi di file-sharing hanno comunque scelto una via di mezzo tra i due estremi; esempio tipo è la rete eDonkey, la più utilizzata, nonché la kademlia anch'essa decentralizzata. Ma prima che sorgessero i problemi legali, le diverse comunità di internauti avevano già sviluppato con OpenNap una valida alternativa. Una versione reverse-engineered fu pubblicata come server open source. Questa rete continua a funzionare e, anche dopo il collasso di Napster, molti client utilizzano questo protocollo che sembra essere molto utile al server Napigator nello sforzo di centralizzare tutti i differenti server.

### Lista di utility e client file sharing
- FTP (File Transfer Protocol)
- Kermit
- Protocollo di condivisione file del sistema operativo
  - Network File System (NFS)
  - Samba or Server message block (SMB)
  - Appleshare
- Server di condivisione file del sistema operativo
  - Windows 2000 Server
  - GNU/Linux
  - Novell
  - macOS Server
- HTTP
  - Server
    - Apache HTTP Server
    - Microsoft Internet Information Services

  - User agent
    - Mozilla, IE, Konqueror, ecc.

  - User agent
    - Mozilla Suite
    - CuteFTP
- IRC
  - Depot channels
- Hotline
- OpenNap protocol
  - Directory server
    - OpenNap Server

  - User agent
    - Napster
    - Gnapster
    - WinMX
- Gnutella
  - BearShare
  - Gnucleus
  - LimeWire
  - FrostWire
  - Morpheus
  - Shareaza
  - XoloX
- Bit Torrent (rete dinamica decentralizzata di utenti)
  - Azureus
  - BitComet
  - μTorrent
- Freenet protocol
  - Espra
- Audiogalaxy
- iMesh
- Iphant primo programma P2P multiprotocollo lato server
- Direct Connect
  - NeoModus Direct Connect
    - DC++
      - BCDC++
      - CZDC++
- FastTrack protocol
  - KaZaA
  - Grokster
- OpenFT protocol
  - giFT
- eDonkey protocol
  - eDonkey2000
  - eMule
  - mlDonkey
  - Overnet
- RShare protocollo per rete anonima omonima
  - StealthNet
- SoulSeek
- Programmi di condivisione universale
  - DoubleTwist
- SmartRM
- Filenger file sharing privato che utilizza i protocolli POP3/SMTP

### Categorie di client
- Client centralizzati: OpenNap
  - Pregi: Maggior velocità nella ricerca e nel downloading.
  - Difetti: Più vulnerabile agli attacchi legali e DoS.
- Client decentralizzati: Gnutella
  - Pregi: Di solito più affidabile, raramente si interrompe.
  - Difetti: Generalmente più lento di un sistema centralizzato.
- Client decentralizzati Tracker-Based: BitTorrent
  - Pregi: Molto veloci grazie alla concentrazione di un singolo file sulle reti BitTorrent, viene utilizzato soprattutto per lo scambio di file di grosse dimensioni.
  - Difetti: ricerca non centralizzata, ricerca dei siti spesso chiusi o non funzionanti, non completamente anonimo.
- Client multirete:
  - Pregi: permette la connessione a una o più reti, quasi sempre dal punto di vista client.
  - Difetti: spesso costringono a rapidi aggiornamenti del software.
- Private File-Sharing Networks

## Configurazione dei programmi
Le cause di un rallentamento e instabilità delle connessioni durante il file sharing possono principalmente dipendere da un basso credito, da limitazioni dell'Internet Service Provider o da un'errata configurazione del programma. I problemi di crediti possono dipendere dai file messi in condivisione (troppo pochi, tra i meno scaricati) e da restrizioni eccessive al caricamento in termini di banda massima e numero massimo di collegamenti ammessi.
Alcuni provider riducono la velocità della connessione quando viene rilevato l'uso programmi o protocolli P2P. Ciò avviene per motivi legali, per non collaborare ed essere accusati di favorire uno scambio illegale di file, e perché l'impegno per ore di molta banda risulterebbe penalizzante per gli altri utenti del servizio. A proposito, diversi client mettono a disposizione un'opzione di offuscamento del protocollo P2P.
Problemi di configurazioni possono verificarsi soprattutto nella sincronizzazione delle porte fra router ADSL e PC, risolvendosi con il port forwarding. Con tali accorgimenti è possibile velocizzare la condivisione e la diffusione di file propri o del materiale posto sotto licenza come le creative commons.

### Riconnessione automatica
Windows permette di impostare una riconnessione automatica dopo pochi secondi ogni volta che cade la linea. Scegliendo questa opzione dalle proprietà della connessione di rete attiva, bisogna ricordarsi di disattivare l'indicatore della connessione.
La riconnessione è utile, in particolare, se si intende usare i programmi file-sharing anche quando non si è presenti davanti al computer, se la connessione è instabile per un cattivo segnale o perché l'Internet Service Provider penalizza con la disconnessione gli utenti dei programmi P2P. Occorre impostare le opzioni del programma P2P in modo che si connetta alle reti all'avvio della connessione Internet e mantenga la connessione attiva.

### Stand by del monitor
I produttori di PC, notebook e molti dispositivi elettronici sono tenuti a rispettare normative internazionali per il risparmio energetico. Il monitor dopo alcuni minuti di attività si oscura e il computer entra in stand-by; i notebook entrano in stand-by anche quando lo schermo è inclinato rispetto alla tastiera di un'angolatura di poco inferiore ai 90°.
Entrando in stand-by, normalmente vengono interrotte tutte le connessioni attive. Se persistono, sono comunque limitate le funzionalità dei programmi aperti. Nei sistemi Windows, è possibile disabilitare lo stand-by e le opzioni di risparmio energetico, dal menu Pannello di controllo/Schermo.

## Problemi della privacy
I concetti di tracciabilità e di classificabilità sono ormai una realtà quotidiana. Informazioni che identificano ogni persona sono legalmente associate a ciò che fanno al fine di verificarne l'identità; per esempio le carte di credito: queste devono essere associate con l'acquirente, altrimenti non si è in grado di inviare le corrette informazioni necessarie per effettuare gli acquisti. Questo concetto si è esteso grazie ad Internet a molti aspetti dei personal computer. Mentre i pubblicitari dichiarano che queste informazioni pubblicitarie sono distribuibili solo a chi è veramente interessato a riceverle, molti affermano che avviene esattamente il contrario.
Le reti di file sharing sono una risorsa di informazioni sulle preferenze degli utenti e le tendenze del mercato. Il problema della privacy era maggiore con le prime reti P2P non distribuite, come Napster, in cui tutti dovevano connettersi a un server centrale contenente i file. Chiaramente il server poteva conservare informazioni sugli indirizzi IP e sul materiale scambiato da un elevato numero di utenti. Concetti come decentralizzazione e credito sono stati utilizzati per giustificare l'occultamento dell'identità degli utenti.
Nel 2006 ha provocato animate reazioni il cosiddetto Caso Peppermint: l'etichetta discografica tedesca Peppermint Jam Records GmbH accusò più di 3.600 utenti di aver violato la legge, condividendo illegalmente file di cui la società deteneva il diritto d'autore. Peppermint, in pratica, sorvegliò i consumatori nel loro uso personale di internet con la complicità dei loro provider, e riuscì ad ottenere i dati relativi ai movimenti effettuati dagli utenti, all'oscuro di questi ultimi.
Un altro caso italiano d’esempio è il processo Fapav-Telecom esploso nel 2010: la Federazione anti-pirateria audiovisiva chiese al Tribunale Civile di Roma di imporre a Telecom Italia di individuare e denunciare gli utenti che scaricassero illegalmente film e musica da internet e di bloccare l’accesso ai siti collegati al peer-to-peer. Questa richiesta derivò dal fatto che la Fapav, in un’indagine condotta dal 2008 al 2010, aveva scoperto 2 200 000 casi di scarico illegale: tenne sotto controllo i siti e le pagine web visitate dagli utenti, i loro acquisti online, e monitorò il traffico peer-to-peer, il tutto senza l’autorizzazione dell’autorità giudiziaria, violandone quindi la privacy.

### Tecniche di tutela della privacy
Il desiderio di anonimato ha spinto alcuni client di file sharing a codificare i dati, a nascondere diverse funzionalità al fine di proteggere i propri utenti. Le misure possono essere: cifratura dell'ID utente nella rete P2P, offuscamento del protocollo, supporto a proxy server e Tor per nascondere l'indirizzo IP, supporto con crittografia SSL dell'intera connessione.
Per lo scambio della chiave di sessione (fase di handshake) i programmi non utilizzano le chiavi pubbliche e private delle certification authority, poiché renderebbero identificabile l'IP e la persona dell'utente. Per lo scambio, adottano chiavi pubbliche e private generate con altre fonti, come nei programmi OpenPGP o OpenSSL. Questi programmi gestiscono tutta la cifratura, sia il protocollo che la fase di avvio e generazione delle chiavi.
Le reti senza server come Gnutella offrono maggiori garanzie a tutela della privacy, non essendovi server spia che registrano gli IP degli utenti e dei file che cercano, e che spesso contengono delle fake.

## Diritto d'autore
La condivisione di file anonima è cresciuta in popolarità e si è diffusa rapidamente grazie alle connessioni a Internet sempre più veloci e al formato, relativamente piccolo ma di alta qualità, dei file audio MP3. Il nuovo modello di condivisione peer to peer si è rivelato, però, destabilizzante per il sistema del copyright, proprio perché ha provocato una massiccia diffusione di materiale coperto da copyright, spingendo le major discografiche e mediali ad attacchi legali per tutelare i propri diritti. La condivisione di materiali coperti da copyright è ritenuta in genere illegale ma ha acceso diverse discussioni anche a causa delle diverse legislazioni in vigore nei vari paesi.
I problemi di fondo che gli ordinamenti giuridici hanno incontrato nel tentativo di regolamentare questo fenomeno si possono riassumere nelle seguenti quattro categorie:
1. Il conflitto con le libertà fondamentali: La libertà personale, che comprende anche l'attuazione del File Sharing, rientra nella sfera dei diritti fondamentali assoluti previsti dalle convenzioni internazionali e dalle carte costituzionali di tutti gli Stati democratici. Inoltre, l'articolo 27, comma I[3], della Dichiarazione universale dei diritti umani enuncia “Ogni individuo ha diritto di prendere parte liberamente alla vita culturale della comunità, di godere delle arti e di partecipare al progresso scientifico ed ai suoi benefici”, sancendo quindi il diritto dell'uomo ad avere accesso alle opere e a goderne, senza escludere alcun mezzo per il raggiungimento di tale scopo. In Italia, l'articolo 21 della Costituzione italiana sostiene la libertà di espressione e accesso alla cultura e all'informazione, mentre l'articolo 15[4] sancisce l'inviolabilità della corrispondenza e di ogni altra forma di comunicazione tra privati. Questi diritti fondamentali, essendo in posizione preminente rispetto a tutti gli altri, possono essere limitati solo se vi è pericolo di violazione di diritti di pari rilevanza, tra i quali non possono essere annoverati i diritti d'autore.
2. La non percezione di illiceità: Lo scambio di file è oggi molto semplice da effettuare e molto vantaggioso economicamente. Insieme alle moderne tecnologie informatiche, che hanno portato gli individui a non potersi più privare di oggetti e servizi fino a poco tempo fa sconosciuti, ha rivoluzionato le consuete abitudini di vita e risulta essere in costante ampliamento, nonostante sia una pratica riconosciuta come illecita e quindi sanzionabile. Ciò succede perché, a causa della sua capillare diffusione, si registra nel tessuto sociale una mancata percezione dell'illiceità di questo comportamento.
3. L'inesistenza di sistemi centralizzati da colpire: Il modello peer-to-peer rende difficile sanzionare la violazione del diritto poiché la rete è composta da un'infinità di soggetti, difficilmente individuabili e con diverse gradazioni di responsabilità: la posizione dell'utente che si connette saltuariamente e scambia qualche file è diversa da quella di chi viola il diritto di autore condividendo e scambiando migliaia di file, criptando dati e rendendosi non immediatamente identificabile. Il fenomeno ebbe inizio con Napster, uno dei primi software di file-sharing presto bloccato dalla giustizia americana a causa della sua natura: non si trattava ancora di un vero e proprio peer to peer, in quanto gli utenti caricavano i file su una piattaforma comune alla quale si appoggiava il software. Per questo motivo le autorità giudiziarie non ebbero alcuna difficoltà nel trovare un capro espiatorio, ingiungendo ai responsabili del server di cessare la loro attività.
4. Difficoltà organizzative: I titolari dei diritti infatti trovano difficile organizzarsi spontaneamente per creare agli utenti che usufruiscono del file-sharing una licenza globale. Si trovano in una condizione definita come "dilemma del prigioniero": non riescono ad accordarsi per inventare una licenza globale e quindi rinunciano ai ricavi del mercato file sharing, oltre a porre gli utenti in una condizione subottimale[5].

La decentralizzazione è stata una risposta rapida agli attacchi delle major verso le reti centralizzate, al fine di evitare dispute legali ma anche utenti ostili. Questo implica che le reti decentralizzate non possono essere attaccate legalmente, in quanto non fanno riferimento ad un singolo individuo. Anche se il protocollo fondamentale di Internet TCP/IP era stato progettato per essere resistente ad attacchi concertati, i sistemi di file-sharing e di peer-to-peer hanno dimostrato una maggiore resistenza. Per tutto il 2001 e il 2002 tutta la comunità di file-sharing fu in agitazione a causa dell'azione di contrasto delle major discografiche e della RIAA. Il server di Napster fu chiuso con l'accusa di violazione del copyright, ma la comunità reagì unita e compatta, producendo nuovi e differenti client. Da quel momento in poi si sono diffusi programmi di file-sharing grazie ai quali gli utenti possono condividere file senza necessariamente interfacciarsi con una piattaforma centrale, il che ha reso difficile agli ordinamenti giuridici risalire ad un unico responsabile per regolamentare il fenomeno; di conseguenza anche le azioni legali delle major discografiche sono state inefficaci.
Ad esempio, la seconda generazione di protocolli P2P, come Freenet, non è dipendente da un server centrale, come nel caso di Napster. Inoltre, sono stati usati altri espedienti, come quello utilizzato dai gestori di KaZaA, consistente nel modificare la ragione sociale dell'azienda allo scopo di rendere impossibile o inutile qualsiasi attacco legale. Questa evoluzione ha prodotto una serie di client aventi una funzionalità ben definita che rendono la condivisione un fatto effettivo e definito in tutti i sensi consentendo l'upload e il download libero e immune da qualsiasi attacco legale, soprattutto grazie all'anonimato e alla decentralizzazione. Da un altro lato invece, una più diplomatica analisi della questione, ha visto nascere movimenti di protesta e di tutela degli utenti ben organizzato: strenuo baluardo nella battaglia ai brevetti musicali, il Partito Pirata Svedese.
In Italia il 28 maggio 2009 si è insediata presso il Ministero per i Beni e le Attività culturali, Direzione Generale per i beni librari, gli istituti culturali e il diritto d'autore, Servizio IV, la Commissione speciale, costituita dal Prof. Alberto Maria Gambino presidente del Comitato consultivo permanente per il diritto d'autore, che dovrà rideterminare i compensi spettanti ai titolari dei diritti, in vista dell'elaborazione del decreto relativo alla quota spettante ai titolari di diritti d'autore sugli apparecchi di registrazione, analogici e digitali. La Commissione ha il delicato compito di rivedere la norma transitoria costituita dall'art. 39 del decreto legislativo 9 aprile 2003, n. 68 che aveva stabilito fino al 31 dicembre 2005, e comunque fino all'emanazione del nuovo decreto, il compenso per la riproduzione per uso privato, individuando le tipologie di supporti per i quali il compenso è dovuto. Successivamente il D.M. 30 dicembre 2009 del Ministro dei beni e delle attività culturali di rideterminazione del contributo per la copia privata ha previsto il prelievo di una somma forfettaria su ogni apparecchio di memoria venduto, commisurata all'estensione della memoria stessa, da attribuire alla Siae che poi la ripartirà tra i titolari dei diritti di privativa, con ciò consacrando una sorta di riparazione preventiva e presuntiva per l'eventualità che con tali dispositivi si copino opere coperte da privative.
La legge che disciplina la distribuzione di opere è la Legge 21 maggio 2004, n. 128, detta anche Decreto Urbani, che ha subito delle modificazioni nel 2005. Per quanto riguarda l'aspetto più prettamente penale, è in vigore la legge del 22 aprile 1941 n. 633 sulla protezione del diritto d'autore e di altri diritti connessi al suo esercizio, che all'articolo 171 comma I, a-bis, e al 171-ter, comma II, a-bis, sancisce delle sanzioni amministrative e, nei casi più gravi, anche penali, per la violazione del copyright in materia di File Sharing, con l'aggravante dello sfruttamento a fine di lucro.
Art. 171: “ [...]è punito con la multa da euro 51 a euro 2.065 chiunque, senza averne diritto, a qualsiasi scopo e in qualsiasi forma: a-bis) mette a disposizione del pubblico, immettendola in un sistema di reti telematiche, mediante connessioni di qualsiasi genere, un’opera dell’ingegno protetta, o parte di essa [...] ”
Art. 171-ter: “ [...] è prevista la reclusione da uno a quattro anni e con la multa da euro 2.582 a euro 15.493 per chiunque: a-bis) in violazione dell’art. 16, a fini di lucro, comunica al pubblico immettendola in un sistema di reti telematiche, mediante connessioni di qualsiasi genere, un’opera dell’ingegno protetta dal diritto d’autore, o parte di essa [...] "
In Europa si tentò di regolare il file sharing tramite la direttiva 2004/48/CE sul rispetto dei diritti di proprietà intellettuale, volta ad omogeneizzare il quadro sanzionatorio, disciplinava l’adeguamento del diritto d’autore europeo al TRIPS Agreement. La direttiva prevedeva le misure che gli stati dovevano adottare per proteggere il diritto d’autore e gli altri diritti di proprietà intellettuale. Durante il processo di elaborazione della direttiva furono previste sanzioni penali per chi faceva file sharing anche senza fine di lucro; tutto ciò portò una forte reazione da parte dell’opinione pubblica e per questo motivo la direttiva non entrò in vigore. Si riprovò con la proposta di Direttiva Europea sulle misure penali in merito all'applicazione dei diritti di proprietà intellettuale (COM/2006/0168 final), che prevedeva sanzioni penali per la violazione intenzionale su scala commerciale (si intende ogni violazione di un diritto di proprietà intellettuale effettuata per ottenere vantaggi commerciali, con esclusione degli atti effettuati dagli utenti privati per finalità personali e non lucrative ), applicabile quindi anche alle attività di file sharing di contenuti tutelati dal diritto d'autore. Ma anche questa proposta venne ritirata; il tema delle sanzioni penali in Europa è stato quindi superato.
Nell'estate del 2004 si è sviluppato in rete un movimento di pensiero col nome di ScambioEtico; nel suo proclama, si afferma che ScambioEtico è la condivisione senza scopo di lucro di opere protette da diritto d'autore, che si auto-limita evitando di condividere suddette opere a meno di 12 mesi di distanza dalla prima commercializzazione. Questo movimento nasce spontaneamente come mediazione del problema della criminalizzazione generalizzata del peer to peer, e si concretizza nel 2005 con la nascita del sito di TNT Village. Nello statuto del sito è riportato che lo scopo principale della comunità è di porre in evidenza l'arretratezza dell'attuale normativa sul diritto d'autore, la cui lunghezza risulta essere un freno alla cultura e alla diffusione della conoscenza.

### Proposte di regolamentazione
Alcuni paesi europei hanno provato singolarmente a regolamentare il file sharing, tra tutti i casi si ricorda:
- Francia: nel dicembre del 2005 il Parlamento francese ha approvato un emendamento che regolamentasse il file sharing senza scopo di lucro. L'emendamento stabilisce una sorta di canone mensile(di circa 6,5 euro), da corrispondere ai proprietari dei diritti d'autore attraverso la SACEM(corrispettivo della SIAE in Francia). Nel 2009 il governo Sarkozy ha proposto la Legge HADOPI, la quale prevedeva la disconnessione dal web alla terza ammonizione per aver scaricato materiale illecito dal web. La proposta non fu approvata in quanto sembrava scontrarsi con la costituzione.
- Italia: si è provato nell'agosto del 2007 a far entrare in vigore la tecnica della licenza collettiva estesa, ma il tentativo fallì miseramente.
- Svizzera: la Svizzera è l'unico Stato in cui è legale il file sharing, grazie all'articolo 19 che permette l'utilizzo e la condivisione di contenuti multimediali su sistemi che li mettono in contatto tra amici e conoscenti, senza scopi di lucro.

Successivamente sono state proposte nuove iniziative per regolamentare il file sharing. Da un punto di vista giuridico le attività coinvolte nel file sharing sono la riproduzione e la messa a disposizione del pubblico. In Europa la Direttiva 2001/29/CE ha disposto in materia di armonizzazione di taluni aspetti del diritto d'autore e dei diritti connessi nella società dell'informazione. L’art. 2 della Direttiva prevede il diritto di riproduzione, mentre l’art. 3 prevede diritto di comunicazione di opere al pubblico. L’art. 5 prevede le eccezioni e limitazioni e, tra l’altro, stabilisce che "gli Stati membri hanno la facoltà di disporre eccezioni o limitazioni al diritto di riproduzione di cui all'articolo 2 per quanto riguarda: [...] le riproduzioni su qualsiasi supporto effettuate da una persona fisica per uso privato e per fini né direttamente, né indirettamente commerciali a condizione che i titolari dei diritti ricevano un equo compenso"; non viene però prevista alcuna eccezione all’art. 3 che riguarda il diritto dell’autore di comunicazione al pubblico.
Sulla stessa linea sono le Convenzioni internazionali:
- La Convenzione di Berna[9] prevede all’art. 9 per gli autori il diritto esclusivo di riproduzione, ma è riservata agli Stati dell’Unione di permettere una riproduzione che non rechi danno allo sfruttamento normale.
- L'accordo TRIPs[10] richiama la Convenzione di Berna dagli art. 1 a 21 e quindi anche qui c’è un’implicita apertura al diritto di riproduzione.

Per legittimare un’eccezione anche al diritto dell’autore di messa a disposizione sarebbe necessario modificare la direttiva 2001/29/CE e per questo fine si trovano alcuni argomenti validi nei vari trattati internazionali:
- L'accordo TRIPs[10] all’art. 9 richiama la convenzione di Berna agli art. 11 e 11 bis, i quali prevedono la possibilità di legiferare in ambito nazionale per stabilire delle eccezioni alle varie manifestazioni del diritto d’autore Articolo 11: “1) Gli autori di opere drammatiche, drammatico-musicali e musicali hanno il diritto esclusivo di autorizzare: 1° la rappresentazione e l'esecuzione pubbliche delle loro opere, comprese la rappresentazione e l'esecuzione pubbliche con qualsiasi mezzo o procedimento; 2° la trasmissione pubblica, con qualsiasi mezzo, della rappresentazione e dell'esecuzione delle loro opere. 2) Gli stessi diritti sono conferiti agli autori di opere drammatiche o drammatico-musicali per tutta la durata dei loro diritti sull'opera originale, per quanto concerne la traduzione delle loro opere.” Articolo 11-bis: “1) Gli autori di opere letterarie ed artistiche hanno il diritto esclusivo di autorizzare: 1° la radiodiffusione delle loro opere o la comunicazione al pubblico di esse mediante qualsiasi altro mezzo atto a diffondere senza filo segni, suoni od immagini; 2° ogni comunicazione al pubblico, con o senza filo, dell'opera radiodiffusa, quando tale comunicazione sia eseguita da un ente diverso da quello originario; 3° la comunicazione al pubblico, mediante altoparlante o qualsiasi altro analogo strumento trasmettitore di segni, suoni od immagini, dell'opera radiodiffusa. 2) Spetta alle legislazioni dei Paesi dell'Unione di determinare le condizioni per l'esercizio dei diritti previsti nel precedente alinea 1), ma tali condizioni avranno effetto strettamente limitato al Paese che le abbia stabilite. In nessun caso esse possono ledere il diritto morale dell'autore, né il diritto spettante all'autore stesso di ottenere un equo compenso, che, in mancanza di amichevole accordo, sarà fissato dall'autorità competente. 3) Salvo patto contrario, l'autorizzazione rilasciata in conformità dell'alinea 1) del presente articolo non implica quella di registrare, mediante strumenti riproduttori di suoni od immagini, l'opera radiodiffusa. È tuttavia riservata alle legislazioni dei Paesi dell'Unione la disciplina delle registrazioni effimere effettuate da un ente di radiodiffusione coi propri mezzi e per le sue emissioni. Dette legislazioni possono autorizzare la conservazione di siffatte registrazioni in archivi ufficiali, in considerazione del loro eccezionale carattere documentario.”
- Il trattato dell'OMPI sul diritto d'autore[11]per adeguare il diritto d’autore alle nuove tecnologie: all’art. 8 richiama la Convenzione di Berna, mentre l’art. 10 prevede che gli Stati possano stabilire delle eccezioni appropriate al contesto delle reti digitali.

Non sussistono quindi ostacoli a livello internazionale ad una liberalizzazione del file sharing. Qualunque nuova soluzione venga adottata deve rispettare alcuni punti fermi, il Three Step Test, previsto sia dalla convenzione di Berna, che dall'accordo TRIPs:
1. l’eccezione deve riguardare solo casi speciali
2. l’eccezione non deve confliggere con il normale sfruttamento dell’opera; per evitare danni agli autori sarebbe opportuno prevedere un equo compenso agli stessi
3. non ci deve essere irragionevole pregiudizio del legittimo interesse dell’autore

Nel 2019 l’Unione Europea ha adottato la Direttiva sul diritto d'autore nel mercato unico digitale, o Direttiva 2019/790, con l'obiettivo di armonizzare il quadro normativo comunitario del diritto d'autore nell'ambito delle tecnologie digitali e in particolare di Internet. All'art.17 prevede che i prestatori di servizi di condivisione di contenuti online ottengano licenze per divulgare materiali tutelati dal copyright. Rimane fuori dalla previsione normativa la condivisione di file attraverso reti peer to peer.
Nel 2020 un’Iniziativa dei Cittadini Europei dal titolo "Libertà di condividere" è stata portata avanti dall’associazione GOIPE, costituita da cittadini europei residenti in 8 paesi dell’Unione. L’obiettivo dell’iniziativa è la richiesta di legalizzare il file sharing. L’ "iniziativa dei cittadini europei", ai sensi del Regolamento (EU) 211/2011 e del Regolamento (EU) 2019/788, permette di promuovere un’azione presso la Commissione europea, per l’adozione di nuovi atti normativi in specifiche materie.
Il 15 maggio 2020 la Commissione UE ha approvato la registrazione dell’iniziativa dei cittadini europei ECI "Libertà di condividere". I promotori, che hanno il sostegno di Wikimedia Italia e di Partiti pirata in differenti Stati, devono raccogliere un milione di firme tra i Paesi europei coinvolti nell’iniziativa. Nel caso in cui l’obiettivo venga realizzato nei tempi previsti, la Commissione l’UE deve organizzare un’audizione pubblica per prendere in considerazione la proposta e la richiesta di modifica della normativa attuale.